# 荻上紘一
荻上 紘一（おぎうえ こういち、1941年2月11日 - ）は、日本の数学者。大学評価・学位授与機構特任教授。
長野県松本市出身。長野県松本深志高等学校卒、東京大学理学部卒。元東京都立大学教授・第10代総長、公立大学協会長。元中央教育審議会委員。趣味はテニス、俳句。「国家の品格」の著者である藤原正彦とは非常に親しい。大学セミナーハウス館長も務める。2021年、瑞宝中綬章受章。旧都立大学の廃校が決定された時の総長であり、石原慎太郎都知事ら当時の都幹部と廃校をめぐり対立した。2012年から2016年まで大妻女子大学学長を務めた。

## 著作
- 『多様体 (共立講座 21世紀の数学)』共立出版、1997年7月。ISBN 4-320-01558-4。

## 社会的活動
- 文部科学省中央教育審議会委員（第4・5期）
- 同　国立大学法人評価委員会第1期専門委員（国立大学法人分科会分属）